# Bequadro
Nella notazione musicale, il bequadro (detto anche biquadro, meno comunemente biqquadro o beqquadro) è il simbolo che indica l'annullamento dell'effetto di un'alterazione (diesis o bemolle) precedentemente indicata. Viene indicato con il carattere {\displaystyle \natural } (Unicode "MUSIC NATURAL SIGN" '♮' (U+266E) e la sua entità HTML è &#9838;).
Il termine deriva dalla lettera B, indicante il Si nella notazione medioevale (e pronunciata anche "Be"; la notazione a lettere, con varie differenze, è ancora usata in molti Paesi di cultura anglosassone e tedesca o da questi influenzati) e dall'aggettivo "quadro", ossia "duro", con significato opposto a "B molle", da cui deriva "bemolle". Termini di etimologia analoga si usano nelle altre lingue, anche se parole con significato di "naturale" o "segno di cancellazione/di soluzione" si sono affermate in inglese, tedesco e parzialmente anche nelle altre lingue.
L'effetto del bequadro vale sia per alterazioni momentanee all'interno di una singola battuta, sia nei confronti di alterazioni poste nell'armatura di chiave.
Nel caso l'alterazione presente sia di due semitoni (doppio diesis  oppure doppio bemolle ♭♭) e si voglia annullare l'effetto complessivo, si possono utilizzare indifferentemente sia il bequadro semplice ♮ sia il doppio bequadro ♮♮: se invece si vuole indicare un annullamento solo parziale di un'alterazione doppia, si devono usare i simboli ♮♯ e ♮♭ a seconda dei casi.
Anche il bequadro può essere indicato tra parentesi (alterazione di cortesia) per maggiore comodità e sicurezza dell'esecutore nei casi ambigui.
Come le altre alterazioni, anche il bequadro può essere adattato graficamente al linguaggio microtonale, essenzialmente applicando delle punte di freccia alle linee verticali, indicando con questo una nota naturale crescente (freccia in alto) o calante (freccia in basso). La legenda sarà utile per determinare l'entità di questo intervallo (quarto/sesto di tono o meno).